# The Book
The Book ist die Debüt-EP des japanischen Popmusikduos Yoasobi, die am 6. Januar 2021 bei Sony Music Entertainment Japan veröffentlicht wurde und alle bis zu diesem Zeitpunkt herausgegebenen Singles zusammenfasst.
Die EP, die mit einem In- und Outro insgesamt neun Lieder aufweist, hat eine gesamte Spiellänge von 30 Minuten und 12 Sekunden. The Book erreichte nach seiner Veröffentlichung auf Anhieb Platz zwei der heimischen Albumcharts von Oricon und wurde zwischenzeitlich von der Recording Industry Association of Japan (RIAJ) mit einer Goldenen Schallplatte für physische Tonträgerverkäufe und Musikdownloads bedacht.

## Hintergrund und Veröffentlichung
Zwischen dem 15. Dezember 2019 und dem 18. Dezember 2020 veröffentlichten Yoasobi sechs Lieder auf digitaler Ebene als Musikstream und Musikdownload.
Die bis zum 18. Dezember 2020 veröffentlichten Lieder wurden in der EP The Book zusammengefasst und am 6. Januar 2021 auf physischer Ebene sowie als Download und Streaming veröffentlicht. Als Promosingle wurde das Lied Encore veröffentlicht, dass auf das Schriftwerk Sekai no Owari to, Sayonara no Uta von Kanami Minakami basiert, und ebenfalls auf der EP enthalten ist.
Die Lieder basieren auf folgende Werke folgender Schriftsteller:
- Encore – basiert auf Sekai no Owari to, Sayonara no Uta von Kanami Minakami[2]
- Halzion – basiert auf Soredemo, Happy End von Shunki Hashizume[3]
- Ano Yume o Nazotte – basiert auf Yume no Shizuku to Hoshi no Hana von Sōta Ishiki[4]
- Tabun – basiert auf das gleichnamige Schriftwerk von Shinano[5]
- Gunjō – basiert auf Ao o Mikata ni aus dem Franchise Blue Period von Tsubasa Yamaguchi[6]
- Haruka – basiert auf Tsuki Ōji von Osamu Suzuki[7]
- Yoru ni Kakeru – basiert auf Thanatos no Yūwaku von Mayo Hoshino[8]

Am 19. April 2024 gab das in Deutschland ansässige Musiklabel Black Screen Records bekannt, in Zusammenarbeit mit dem deutschen Zweig von Sony Music, die EP außerhalb Japans auf Vinyl zu veröffentlichen. Zur Feier des fünfjährigen Bestehens des Musikduos wurde am 30. August 2024 eine Vinyl-Veröffentlichung der EP in Japan für den 23. Oktober gleichen Jahres bekannt gegeben. Während die Schallplatte in der Farbe des Covers der CD- und digitalen Veröffentlichung gehalten ist, wurde für die japanische Vinyl-Version ein neues Cover-Artwork angefertigt. Das Artwork basiert auf einer Zeichnung von Ayase bzw. Ikura und wurde von Naji Yanagida angefertigt.

## Titelliste
| Nr. | Titel (japanisch) | Titel (Transkription) | Länge | Anmerkungen |
| --- | ----------------- | --------------------- | ----- | ----------- |
| 1   | –                 | Epilogue              | 0:50  |             |
| 2   | アンコール        | Encore                | 4:30  | Promosingle |
| 3   | ハルジオン        | Halzion               | 3:18  |             |
| 4   | あの夢をなぞって  | Ano Yume o Nazotte    | 4:03  |             |
| 5   | たぶん            | Tabun                 | 4:23  |             |
| 6   | 群青              | Gunjō                 | 4:08  |             |
| 7   | ハルカ            | Haruka                | 4:04  |             |
| 8   | 夜に駆ける        | Yoru ni Kakeru        | 4:21  |             |
| 9   | –                 | Prologue              | 0:35  |             |

## Kommerzieller Erfolg
The Book erreichte mit knapp 73.000 verkaufter Tonträger innerhalb der ersten Verkaufswoche Platz zwei der heimischen Albumcharts von Oricon und musste lediglich der japanischen Idol-Boygroup SixTones und ihrem Album 1ST den Vortritt lassen. Bis Ende des Jahres 2021 wurden knapp 147.000 physische Einheiten des Albums verkauft, wodurch The Book von der Recording Industry Association of Japan (RIAJ) zwischenzeitlich mit einer Goldenen Schallplatte für Tonträgerverkäufe ausgezeichnet wurde.
The Book erreichte Platz eins der digitalen Albumcharts und konnte diese Position für fünf Wochen am Stück halten. Zum Jahresende wurde die EP mehr als 100.000 heruntergeladen, womit es das einzige Werk des Jahres war, die diesen Meilenstein erreichen konnte und von der RIAJ ebenfalls mit Gold bedacht wurde.
In den Hot-Album-Charts des japanischen Ablegers des US-amerikanischen Musikmagazins Billboard erreichte die EP ebenfalls Platz zwei, mit knapp 75.000 verkaufter Tonträger sowie etwas mehr als 10.000 Musikdownloads innerhalb der ersten Verkaufswoche. Alle auf der EP enthaltenen Lieder, das In- und Outro ausgenommen, wurden mindestens mit einer Goldenen Schallplatte bedacht und erreichten inzwischen teilweise Mehrfach-Platin in Japan für digitale Verkäufe bzw. Musikstreaming.
Im Zuge der Vinyl-Veröffentlichung der EP beim deutschen Label Black Screen Records stieg diese zum 31. Juli 2024 auf Platz 65 der deutschen Midweekcharts ein, verpasste aber einen offiziellen Charteinstieg in den Albumcharts zwei Tage später.
Für The Book und The Book 2 wurde Yoasobi mit dem Popularitätspreis bei den CD Shop Awards bedacht.

## Mitwirkende
Die Mitwirkenden Musiker und Produzenten wurden aus dem Beilageheftchen zur EP entnommen.
- Ikura – Gesang
- Ayase – Produktion, Liedtext
- Rockwell – E-Gitarre (4, 5)
- AssH – E-Gitarre (6)
- Takeruru – E-Gitarre (8)
- Plusonica – Begleitgesang (6)
- Takayuki Saitō – Aufnahme (Gesang)
- Masahiko Fukui – Mixing

## Weiteres
Am Tag der Veröffentlichung von The Book erschien zudem die Single Kaibutsu, welcher im Vorspann der Animeserie Beastars zu hören ist. Das Lied ist auf The Book 2 zu finden.
Produzent Ayase, der alle Lieder von Yoasobi komponiert und textet, veröffentlichte ebenfalls am 6. Januar 2021 die EP MikunoYoasobi, die alle Titel von The Book als Coverversion mit dem Gesang von Miku Hatsune, einer Gesangssoftware von Vocaloid, enthält und exklusiv bei Tower Records Japan verkauft wurde. Die EP erreichte Platz 15 der japanischen Albumcharts.